# حول عدد الأعداد الأولية الأصغر من عدد ما
حول عدد الأعداد الأولية الأصغر من عدد ما (بالألمانية Ueber die Anzahl der Primzahlen unter einer gegebenen Grösse) هو كتاب كتبه برنارد ريمان عام 1859.

## وصلات خارجية
- مخطوط ريمان في صيغته الأصلية
- Über die Anzahl der Primzahlen unter einer gegebener Grösse (تحقيق مقال ريمان باللغة الألمانية)
- On the Number of Primes Less Than a Given Magnitude (ترجمة مقال ريمان إلى اللغة الإنجليزية)